# Crise boursière des mines d'or sud-africaines
La crise boursière des mines d'or sud-africaines s'est produit en 1895 et 1896 à la Bourse de Londres et la Bourse de Paris à la suite du Raid Jameson en Afrique du Sud. Une étude commandée par le président du Crédit lyonnais Henry Germain estime aussi qu'elle est la conséquence de la baisse des cours du l'or consécutive à l'augmentation très rapide la production sud-africaine, permise par le percement de mines en grande profondeur, grâce à de nouvelles technologies.

## Histoire
| Année                                               | 1887                  | 1889                | 1892                | 1894                | 1895                | 1898      |
| Dividendes versés par les mines d'or sud africaines | 0,53 mlns de sterling | 10 mlns de sterling | 28 mlns de sterling | 37 mlns de sterling | 66 mlns de sterling | 127 mlns. |

Les années 1890 sont marquées par une très forte spéculation sur les premières mines d'or d'Afrique du Sud exploitées en grande profondeur et se traduisent par le quadruplement de la production aurifère de l'Afrique du Sud. Grâce à ses gisements en grande profondeur, qui nécessitent de gros investissements pour l'irrigation et l'alimentation en électricité, le pays produira vingt ans plus tard la moitié de l'or mondial.
Le Times de Londres publie en décembre 1892 le rapport du géologue californien Hamilton Smith, envoyé de la Banque Rothschild, qui évalue le potentiel du gisement en grand profondeur, en détaillant les techniques à déployer pour rendre possible l'extraction. La Revue sud-africaine d'Henry Dupont, le traduit quelques mois plus tard, pour les actionnaires français.
L'action Robinson Deep Mine, échangée à Paris, double de valeur au quatrième trimestre 1894 pour atteindre 194 francs. Au premier trimestre de 1893, c'est la première des mines sud africaines avec un chiffre d'affaires de 40 millions de livres sterling :
| Société                          | Robinson | Langlaagte | Crown | Primrose |
| Chiffre d'affaires 1er trimestre | 40       | 28         | 23    | 24       |

La presse française s'y intéresse: Le Figaro du 6 juillet 1895 donne les cours d'une quinzaine de mines d'or. Grâce au baron Jacques de Gunzbourg, banquier également implanté à Saint-Pétersbourg, un compartiment « mines d'or du Transvaal », hyperactif, est créé à Paris en janvier 1895. Dès  la fin 1893, les mines d'or sud-africaines avaient permis aux coulissiers de la Bourse de Paris d'augmenter leur influence et leur périmètre d'affaires, allant jusqu'à réaliser 60 % du total des échanges à Paris. Nemours Herbault (1834-1913), qui était syndic de la chambre des agents de change de la Bourse de Paris depuis 1891 a même démissionné en 1895 pour prendre la direction de la Banque française d'Afrique du Sud, qui s'est créée la même année.
L'activité boursière parisienne fut dopée en 1894 et 1895, par l'introduction des actions de mines d'or sud-africaines. Sur ces deux années, les agents de change payèrent 11,8 millions d'impôts, les coulissiers parisiens 22,1 millions, soit presque deux fois plus. En 1895, le marché boursier est électrisé par les bénéfices de la compagnie Gold Fields, de 2,16 millions de sterling sur un capital de 1,75 million de sterling.
| Année | 1888 | 1889 | 1890 | 1891 | 1892 |
| 0,034 | 0,23 | 0,38 | 0,49 | 0,72 | 1,12 |

En Afrique du Sud, la production est multipliée par cinq entre 1889 et 1892, pour atteindre 1,12 million d'onces. Au centre du gisement aurifère, Johannesburg devient une ville champignon de 100 000 habitants, nourrie par une très forte immigration anglaise et écossaise. L'industriel Cecil Rhodes veut la transformer en un « Gibraltar de la finance ». Mais les Boers refusent aux immigrés anglais le droit de vote et taxent les mines d'or. 

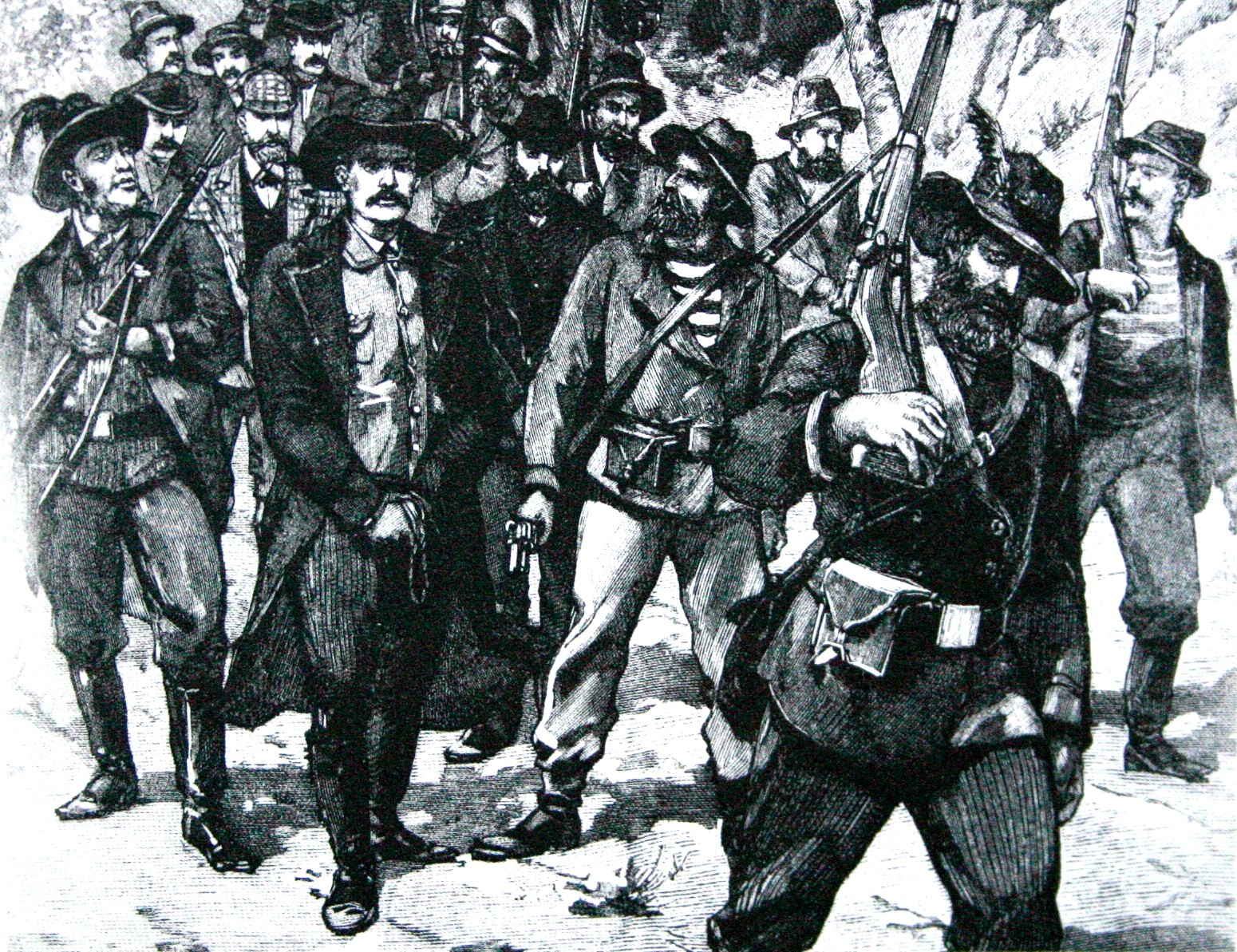
Arrestation de Leander Jameson.
Illustration parue dans Le Petit Parisien, 1896

Un groupe de promoteurs miniers constitué de Cecil Rhodes, John Hays Hammond et Alfred Beit  lance alors le raid Jameson de décembre 1895 : une armée privée tente de renverser le gouvernement du Transvaal et échoue dans ce qui devient un prélude à la deuxième guerre des Boers. Ces troubles militaires déclenchent la crise boursière, se traduisant par la chute des cours des mines d'or sud-africaines, qui porte un coup au prestige des coulissiers parisiens. Leurs rivaux, les agents de change dénoncent leurs origines étrangères, sur fond d'affaire Dreyfus.
Après la crise, la production d'Afrique du Sud repart. Elle atteint 14,7 tonnes au cours du seul mois d'août 1899, son niveau annuel de 1890. Désormais assez abondant pour emplir les caves des banques centrales, l'or sud-africain garantit la confiance dans le papier-monnaie. La seconde guerre des Boers, du 11 octobre 1899 au 31 mai 1902, est couverte des deux côtés du front par l'Agence Reuters, qui gagne sa réputation d'indépendance et le scoop de la fin du siège de Mafeking en 1900.